# Інститут SETI
Інститут SETI — дослідницька організація в США, яка працює з 1984 року, займаючись дослідженнями життя у Всесвіті та популяризацією знань у цій галузі. SETI розшифровується як search for extraterrestrial intelligence, «пошук позаземного розуму».
Інститут складається з трьох основних центрів:
- Центр Карла Сагана (англ. Carl Sagan Center) присвячений вивченню життя у Всесвіті
- Освітній центр (англ. Center for Education) призначений для учнів і викладачів і присвячений астрономії, астробіології та космічним наукам
- Центр роботи з громадськістю (англ. Center for Public Outreach) проводить наукове радіошоу та подкаст «Big Picture Science»[en], а також серію щотижневих колоквіумів «SETI Talks»

## Головні центри

### Центр Карла Сагана
Центр Карла Сагана (англ. Carl Sagan Center) названо на честь Карла Сагана, колишнього піклувальника інституту, астронома, популяризатора науки та ведучого телесеріалу «Космос». У центрі Карла Сагана працюють близько 100 науковців за шістьма основними напрямками досліджень: астрономія та астрофізика, екзопланети, дослідження планет, клімат і геонауки, астробіологія та пошук позаземного життя. Вчені Центру Карла Сагана намагаються зрозуміти природу та поширення життя у Всесвіті. Більшість досліджень, які проводяться в Центрі Карла Сагана, фінансуються коштом грантів НАСА, тоді як зусилля з пошуку позаземного життя фінансуються виключно приватними благодійними організаціями. Дослідники Інституту SETI використовують системи радіо- та оптичних телескопів для пошуку штучних сигналів від технологічно розвинутих позаземних цивілізацій.

### Освітній центр
Освітній центр (англ. Center for Education) реалізовує фінансовані НАСА та NSF програми, спрямовані на популяризацію точних наук, особливо астрономії та астробіології.
Програма «Airborne Astronomy Ambassadors» (авіаційні астрономічні посланці) допомагав з дослідженнями американським вчителям середньої та старшої школи. Вибрані викладачі природничих наук проходили прискорений курс астрономії та робили два вильоти з установленим на літаку інфрачервоним телескопом SOFIA.
У 2016 році інститут отримав п'ятирічний грант від NASA на розроблену інститутом програму STEM для герлскаутів — «Дотягнутись до зірок: наука НАСА для герлскаутів» (англ. Reaching for the Stars: NASA Science for Girl Scouts).
Інститут SETI за фінансової підтримки Національного наукового фонду проводить літню програму стажування для студентів університетів Research Experiences for Undergraduates.

### Центр роботи з громадськістю
Центр роботи з громадськістю (англ. Center for Public Outreach) представляє роботу Інституту SETI та інших провідних дослідницьких організацій широкому загалу через свою щотижневу радіопередачу та подкаст «Big Picture Science» і щотижневу серію лекцій «SETI Talks».
«Big Picture Science» ведуть Сет Шостак і Моллі Бентлі. Передача пояснює сучасну та містить інтерв'ю з провідними авторами, педагогами та науковцями в різних галузях.
Серія щотижневих колоквіумів інституту «SETI Talks» — це одногодинні лекції, на яких виступають провідні дослідники з усього світу в галузі астрономії, астрофізики, аерокосмічних технологій, астробіології, машинного навчання тощо. Лекції безкоштовні, відкриті для всіх охочих та проводяться в кампусі Microsoft у Кремнієвій долині в Маунтін-В'ю, Каліфорнія. Усі доповіді записують на відео та викладають на YouTube.

## Інструменти
Інструменти, які використовуються вченими Інституту SETI, включають Масив телескопів Аллена, кілька наземних оптичних телескопів, таких як телескоп Шейна в Лікській обсерваторії, телескопи Кека і IRTF на Гаваях та Дуже великий телескоп в Чилі. Вони також використовують космічні телескопи, зокрема Габбла, Спіцера, Кеплер, TESS і Гершеля.
Вчені SETI беруть участь у космічних місіях, включаючи місію «New Horizons» до Плутона, місію «Кассіні» до Сатурна, марсоходи «Оппортьюніті» та «К'юріосіті». Вони також співпрацюють з НАСА в мережі відстеження метеорів CAMS.

## Історія
Інститут SETI зареєстрували як некомерційну організацію у 1984 році Томас Пірсон (колишній генеральний директор) і Джилл Тартер. Фінансову підтримку та керівництво інститутом забезпечували Карл Саган, Бернард Олівер, Девід Паккард, Вільям Гьюлетт, Гордон Мур, Пол Аллен, Натан Мірволд, Льюїс Платт і Грег Пападопулос. З інститутом були пов'язані два нобелівські лауреати — Чарльз Таунс, винахідник лазера, і Барух Бламберг, розробник вакцини проти гепатиту B. Штаб-квартира Інституту SETI розташована в Маунтін-В'ю в Каліфорнії.
13 лютого 2015 року вчені (включаючи Девіда Грінспуна, Сета Шостака та Девіда Бріна) на щорічній зустрічі Американської асоціації сприяння розвитку науки обговорювали активний пошук позаземних цивілізацій та те, чи правильно передавати повідомлення можливим розумним іншопланетянам у космосі. Того ж тижня було оприлюднено заяву, підписану багатьма членами спільноти SETI, про те, що «перед надсиланням будь-якого повідомлення має відбутися всесвітнє наукове, політичне та гуманітарне обговорення». 28 березня 2015 року Сет Шостак написав відповідне есе та опублікував його в «Нью-Йорк таймс».

## Фінансування
Фінансування програм Інституту SETI надходить із різних джерел. На пошуки позаземного життя державні кошти не виділяються — вони повністю фінансуються шляхом приватних внесків. Інші астробіологічні дослідження в Інституті SETI можуть фінансуватися НАСА, Національним науковим фондом або іншими грантами та пожертвами.